# Victor Nithander
Victor Alexander Nithander (* 2. Mai 1987 in Göteborg) ist ein schwedischer Schachspieler.

## Leben
Victor Nithander besuchte bis 2006 das L M Engströms Gymnasium in Göteborg und studierte in der Stadt an der Technischen Hochschule Chalmers.

## Erfolge
2004 und 2005 gewann er die Einzelmeisterschaft des Schachbezirkes Göteborg. Im Februar 2007 gewann er in Reykjavík die nordische Meisterschaft im Schulschach. Bei der schwedischen Juniorenmeisterschaft im Juli desselben Jahres in Stockholm wurde er hinter Nils Grandelius Zweiter.
Vereinsschach spielte er in Schweden bis 2014 für den Göteborger Verein Schacksällskapet Manhem. In der höchsten schwedischen Liga, der Elitserien, spielte er zum ersten Mal in der Saison 2002/03. Seit der Saison 2008/09 spielte er an Manhems Spitzenbrett, bis zur Saison 2012/13 in der Elitserien, danach in der Superettan. Von der Saison 2014/15 bis zur Saison 2016/17 spielte er für den SK Team Viking, mit dem er 2015 und 2017 schwedischer Mannschaftsmeister wurde und am European Club Cup 2015 in Skopje teilnahm.
Seit Januar 2010 trägt er den Titel Internationaler Meister. Die Normen hierfür erzielte er alle mit Übererfüllung: beim Rilton Cup 2008/09 in Stockholm, beim Gibraltar Masters im Februar 2009 und bei der Manhem Chess Week, einem IM-Turnier in Göteborg im August 2009. Seine Elo-Zahl beträgt 2417 (Stand: Juni 2021), er wird jedoch als inaktiv geführt, da er seit der Saison 2016/17 der Elitserien keine Elo-gewertete Partie mehr gespielt hat. Seine bisher höchste Elo-Zahl war 2455 von April bis Juli 2013.